# 리즈 맥라논
리즈 맥라논(Liz McClarnon, 1981년 4월 10일 ~ )은 잉글랜드의 가수로, 아토믹 키튼의 일원이다.